# Icelus mandibularis
Icelus mandibularis är en fiskart som beskrevs av Yabe, 1983. Icelus mandibularis ingår i släktet Icelus och familjen simpor. Inga underarter finns listade i Catalogue of Life.